# Triple sec
Triple sec är en ofärgad likör med apelsinsmak och en vanlig ingrediens i blandade drinkar. Namnet antas komma från tillverkningsprocessen där den destilleras tre gånger. En vanlig Triple sec är Cointreau.